# Ponteareas (Gerichtsbezirk)
Der Gerichtsbezirk Ponteareas ist einer der 13 Gerichtsbezirke in der Provinz Pontevedra.
Der Bezirk umfasst 9 Gemeinden auf einer Fläche von 674,32 km² mit dem Hauptquartier in Ponteareas.

## Gemeinden
| Gemeinde                  | Einwohner (2024) | Fläche km² | Dichte Einw./km² | Cod INE | Postleitzahl |
| ------------------------- | ---------------- | ---------- | ---------------- | ------- | ------------ |
| Arbo                      | 2.636            | 42,93      | 61               | 36001   | 36430        |
| A Cañiza                  | 5.046            | 105,02     | 48               | 36009   | 36880        |
| Covelo                    | 2.422            | 127,88     | 19               | 36013   | 36872        |
| Crecente                  | 1.938            | 57,46      | 34               | 36014   | 36420        |
| Mondariz                  | 4.425            | 85,12      | 52               | 36030   | 36870        |
| Mondariz-Balneario        | 711              | 2,31       | 308              | 36031   | 36890        |
| As Neves                  | 3.678            | 65,50      | 56               | 36034   | 36440        |
| Ponteareas                | 23.196           | 125,56     | 185              | 36042   | 36860        |
| Salvaterra de Miño        | 10.471           | 62,54      | 167              | 36050   | 36450        |
| Gerichtsbezirk Pontevedra | 54.523           | 674,32     | 81               | –       | –            |